# Gmina Mykanów

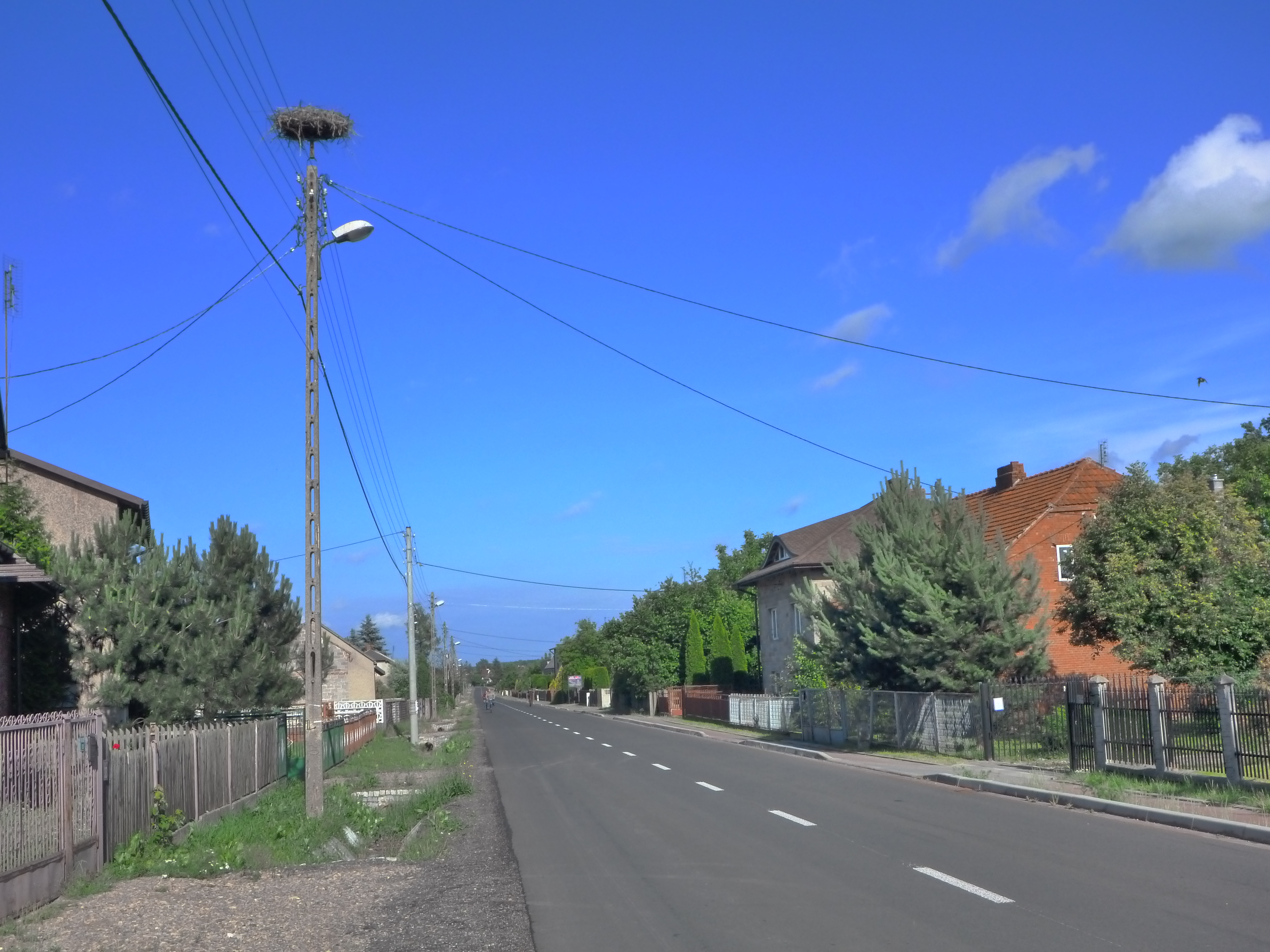
Hauptstraße der Ortschaft Mykanów, mit Storchennest, Juni 2014

Die Gmina Mykanów ist eine Landgemeinde im Powiat Częstochowski der Woiwodschaft Schlesien in Polen. Ihr Sitz ist das gleichnamige Dorf mit etwa 1000 Einwohnern. Die Gemeinde entstand durch Zusammenschluss der unten genannten Dörfer in den 1990er Jahren. Die Orte liegen fast alle am Fluss Kocinka.

## Gliederung
Zur Landgemeinde Mykanów gehören 23 Ortschaften mit einem Schulzenamt:
Adamów
Borowno
Cykarzew Północny
Czarny Las (Hilsbach)
Grabowa
Jamno
Kokawa
Kuźnica Kiedrzyńska
Kuźnica Lechowa
Lubojna
Łochynia
Mykanów
Nowy Broniszew
Nowy Kocin
Osiny
Radostków
Rusinów
Rybna
Stary Broniszew
Stary Cykarzew
Stary Kocin
Wierzchowisko
Wola Hankowska
Weitere Orte der Gemeinde sind:
Antoniów
Borowno-Kolonia
Cykarzew Północny-Stacja
Dudki
Florków
Grabówka
Kolonia Wierzchowisko
Lemańsk
Lubojenka
Nowa Rybna
Pasieka
Przedkocin
Radostków-Kolonia
Topolów
Tylin
Wola Kiedrzyńska

## Politik

### Bürgermeister
An der Spitze der Verwaltung steht der Gemeindevorsteher. Seit 2014 ist dies Dariusz Pomada, der für sein eigenes Wahlkomitee antritt. Bei der turnusmäßigen Wahl im April 2024 ergab sich folgendes Ergebnis:
- Dariusz Pomada (Wahlkomitee Dariusz Pomada) 43,8 % der Stimmen
- Anna Maria Dziwior (Trzecia Droga) 26,1 % der Stimmen
- Michał Krzysiński (Wahlkomitee „Gemeinsam für die Gemeinde Mykanów“) 24,4 % der Stimmen
- Ewa Machoń (Wahlkomitee „Lokal-Rational“) 5,7 % der Stimmen

In der damit notwendigen Stichwahl wurde Amtsinhaber Pomada mit 57,8 % der Stimmen gegen das PSL-Mitglied Dziwior für eine weitere Amtszeit gewählt.
Die turnusmäßige Wahl im Oktober 2018 brachte folgendes Ergebnis:
- Dariusz Pomada (Wahlkomitee „Gleichheit und Unabhängigkeit“) 51,6 % der Stimmen
- Anna Maria Dziwior (Polskie Stronnictwo Ludowe) 19,7 % der Stimmen
- Aneta Klimczak (Prawo i Sprawiedliwość) 11,0 % der Stimmen
- Krzysztof Polewski (Wahlkomitee „Wechseln“) 8,5 % der Stimmen
- Jacek Staniewski (Koalicja Obywatelska) 6,6 % der Stimmen
- Übrige 2,5 % der Stimmen

Damit wurde Amtsinhaber Pomada bereits im ersten Wahlgang wiedergewählt.

### Gemeinderat
Der Gemeinderat von Mykanów besteht aus 15 Mitgliedern, die in Einpersonenwahlkreisen gewählt werden. Die Wahl 2024 führte zu folgendem Ergebnis:
- Trzecia Droga (TD) 24,0 % der Stimmen, 4 Sitze
- Wahlkomitee „Gemeinsam für die Gemeinde Mykanów“ 22,4 % der Stimmen, 4 Sitze
- Wahlkomitee Dariusz Pomada 21,9 % der Stimmen, 5 Sitze
- Prawo i Sprawiedliwość (PiS) 9,4 % der Stimmen, 1 Sitz
- Wahlkomitee „Jarosław Migoń“ 3,0 % der Stimmen, 1 Sitz
- Wahlkomitee „Lokal-Rational“ 2,5 % der Stimmen, kein Sitz
- Übrige 16,8 % der Stimmen, kein Sitz

Die Wahl 2018 führte zu folgendem Ergebnis:
- Wahlkomitee „Gleichheit und Unabhängigkeit“ 22,0 % der Stimmen, 4 Sitze
- Polskie Stronnictwo Ludowe (PSL) 20,0 % der Stimmen, 3 Sitze
- Prawo i Sprawiedliwość (PiS) 13,9 % der Stimmen, 2 Sitze
- Wahlkomitee „Wechseln“ 7,9 % der Stimmen, 1 Sitz
- Koalicja Obywatelska (KO) 6,1 % der Stimmen, kein Sitz
- Wahlkomitee Włodzimierz Cichon 5,4 % der Stimmen, 1 Sitz
- Wahlkomitee Piotr Gonera 4,1 % der Stimmen, 1 Sitz
- Wahlkomitee der Gemeinschaft Kuźnica 2,6 % der Stimmen, 1 Sitz
- Wahlkomitee Artur Kotynia 1,9 % der Stimmen, 1 Sitz
- Wahlkomitee „Lokale Verwaltungsgemeinschaft für den Kreis Częstochowa“ 1,4 % der Stimmen, 1 Sitz
- Übrige 14,7 % der Stimmen, kein Sitz

## Geschichte (Kurzer Überblick)
Erste menschliche Besiedlungsspuren des Gemeindegebietes führen bis in die Altsteinzeit (40.000–12.000 v. Chr.) zurück; sie wurden in den Dörfern Broniszew, Rybna, Przedkocin und Nowy Kocin gefunden. Die ersten größeren Siedlungen entstanden in der Bronze- und frühen Eisenzeit, was sich anhand von Friedhofsfunden nachweisen lässt. Bei intensiven Grabungsarbeiten in den 1960er Jahren fanden Archäologen Reste von Gebäuden, Feuerstellen, Nutzgefäßen aus Ton/Keramik. Weitere Besiedlungen entstanden in der römischen Zeit, besonders dauerhaft erwiesen sich jedoch Niederlassungen der Slawen im frühen Mittelalter. Die ersten schriftlichen Quellen stammen aus dem 12. bis 13. Jahrhundert, konkret genannt waren Borowno, Mykanow und Rybna.
Infolge der mehrfachen Teilung Polens und geänderter Zugehörigkeiten entstand ein ewiges Hin und Her und kann deshalb nicht genauer dargestellt werden. Auch die kirchliche Zugehörigkeit veränderte sich mehrfach. In den 1860er Jahren wird in den Dokumenten erstmals eine Gemeinde Mykanów erwahnt, jedoch kleiner und nicht in den heutigen Grenzen. Erst fünf Jahre nach dem Ende des Zweiten Weltkriegs, 1950 wurden Gemeindezentren geschaffen. Zwanzig Jahre lang waren nun Mykanów, Cykarzew Stary, Borowno und Lubojna eigenständige Gemeinden. Im Jahr 1973 entstand die neue Großgemeinde Mykanów aus der Zusammenlegung dieser Zentren. Schließlich wurde sie ab dem 1. Juni 1975 zu einer der grundlegenden Verwaltungseinheiten der damals gegründeten Woiwodschaft Częstochowa. Die Gmina Mykanów gilt mittlerweile als bevölkerungsreichste der 16 Gemeinden des Kreises Tschenstochau in der Woiwodschaft Schlesien (Stand in den 2020er Jahren).

## Einwohnerverteilung
| Beschreibg.              | gesamt   | gesamt | Frauen   | Frauen | Männer   | Männer |
| ------------------------ | -------- | ------ | -------- | ------ | -------- | ------ |
| Was                      | Personen | %      | Personen | %      | Personen | %      |
| Population               | 13.759   | 100    | 6908     | 50,2   | 6851     | 49,8   |
| Bevölk.dichte [Ew. /km²] | 97,8     | 97,8   | 49,1     | 49,1   | 48,7     | 48,7   |

Die Alterspyramide zeigt einen deutlichen Frauenüberhang und zwei Einschnitte infolge des Zweiten Weltkriegs und des politischen Umbruchs in den 1990er Jahren (Stand um 2023).

## Bildung
In der Gemeinde gibt es im Dorf Mykanów den Zespół Szkolno-Przedszkolny (Schul- und Kindergartenkomplex), Adresse Słoneczna ul. 114.

## Bauwerke
Die in Dörfern der Gemeinde erhaltenen Dorfkirchen stammen meist aus der Entstehungszeit der Ortschaften.

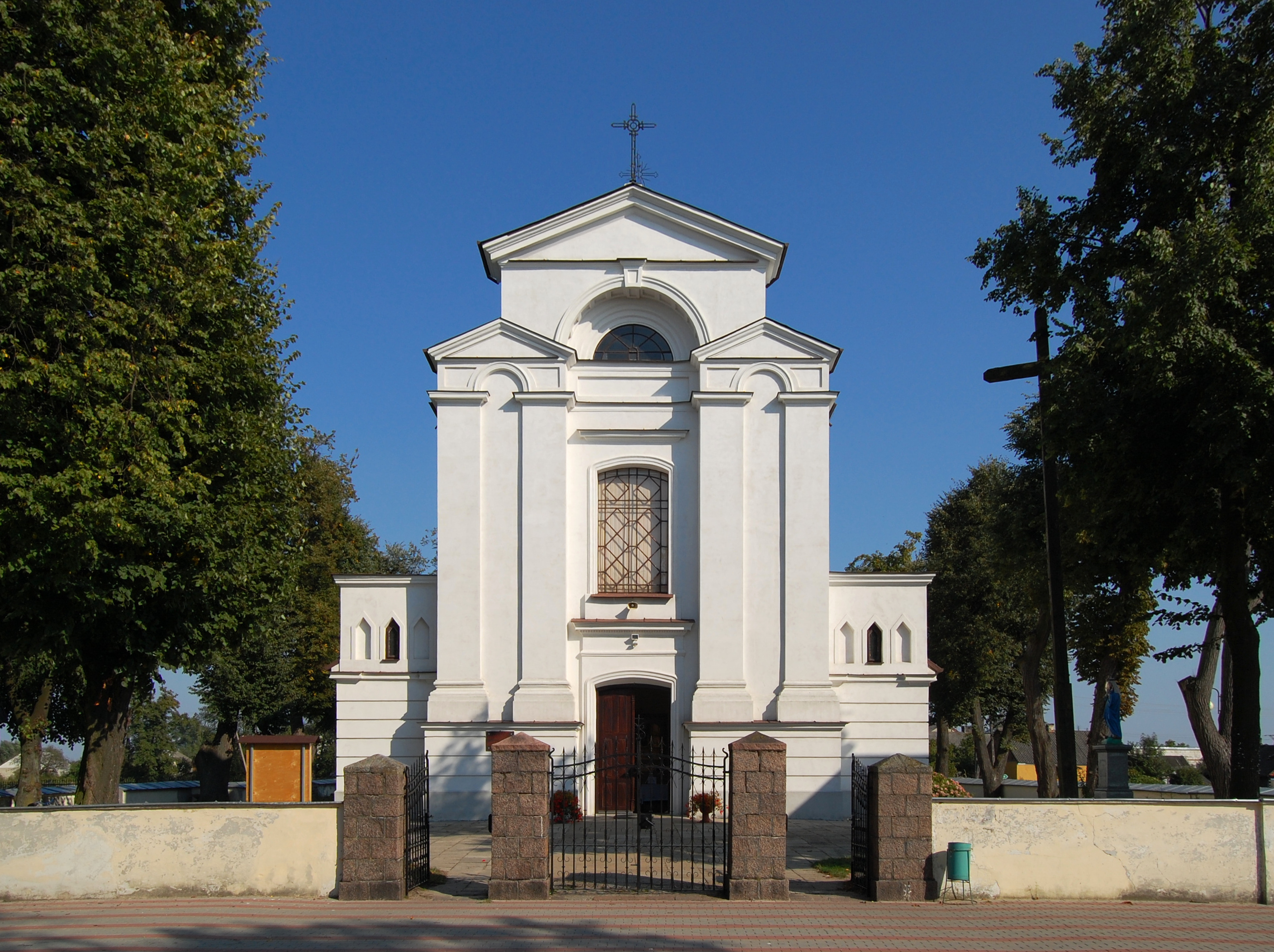
Adamów, Kirche
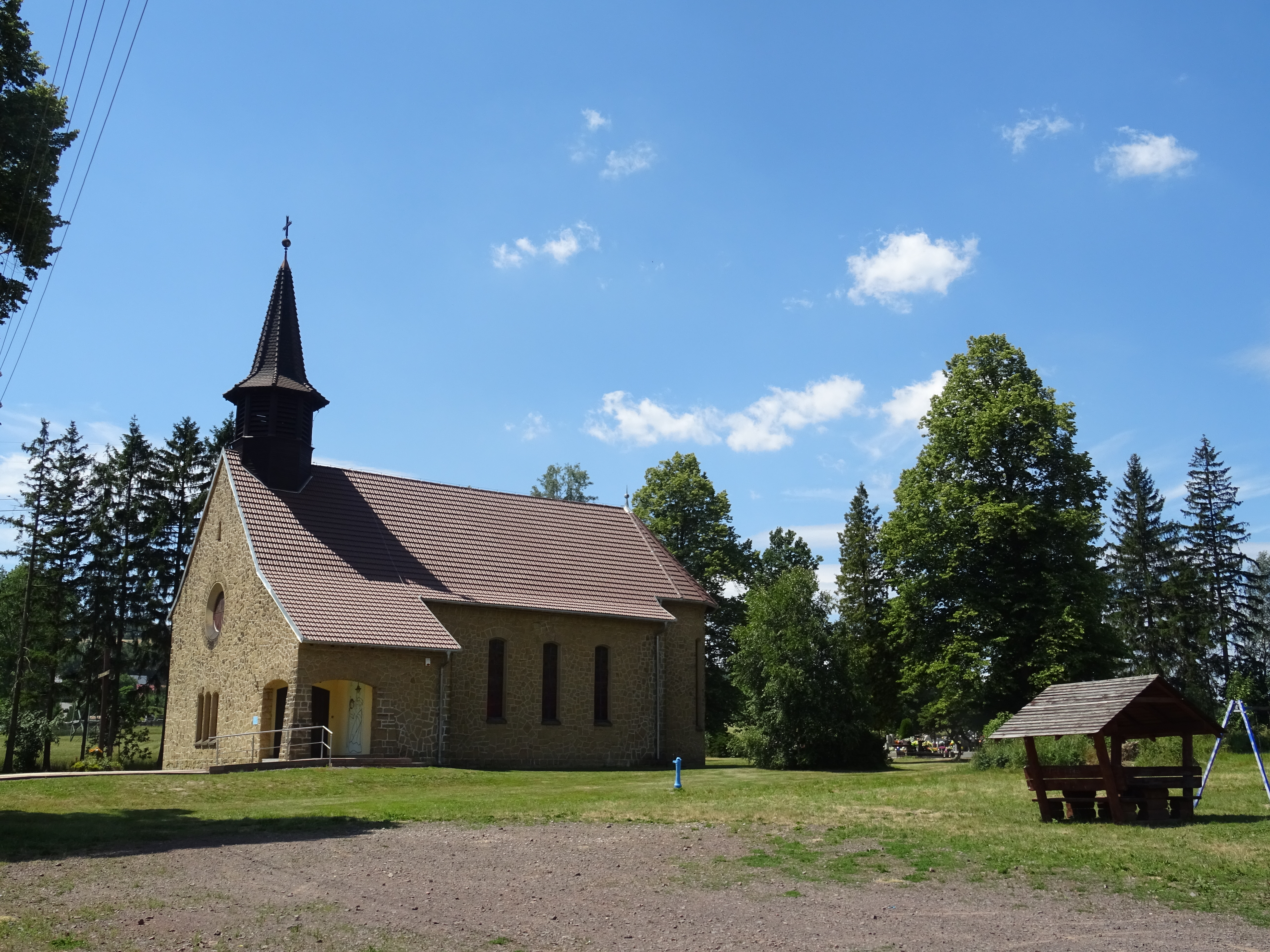
Borówno, Kirche
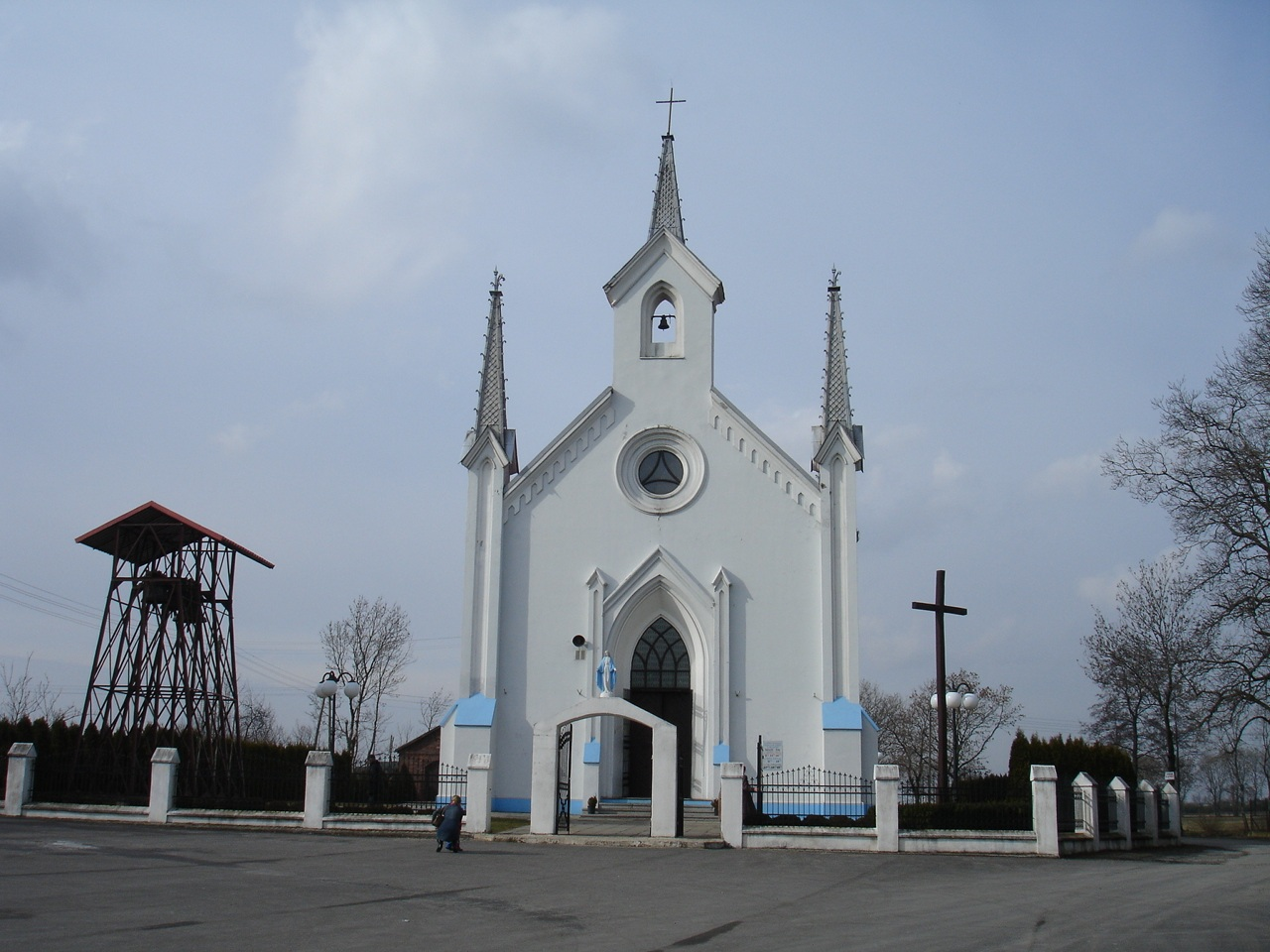
Dorf Mykanów, Kirche
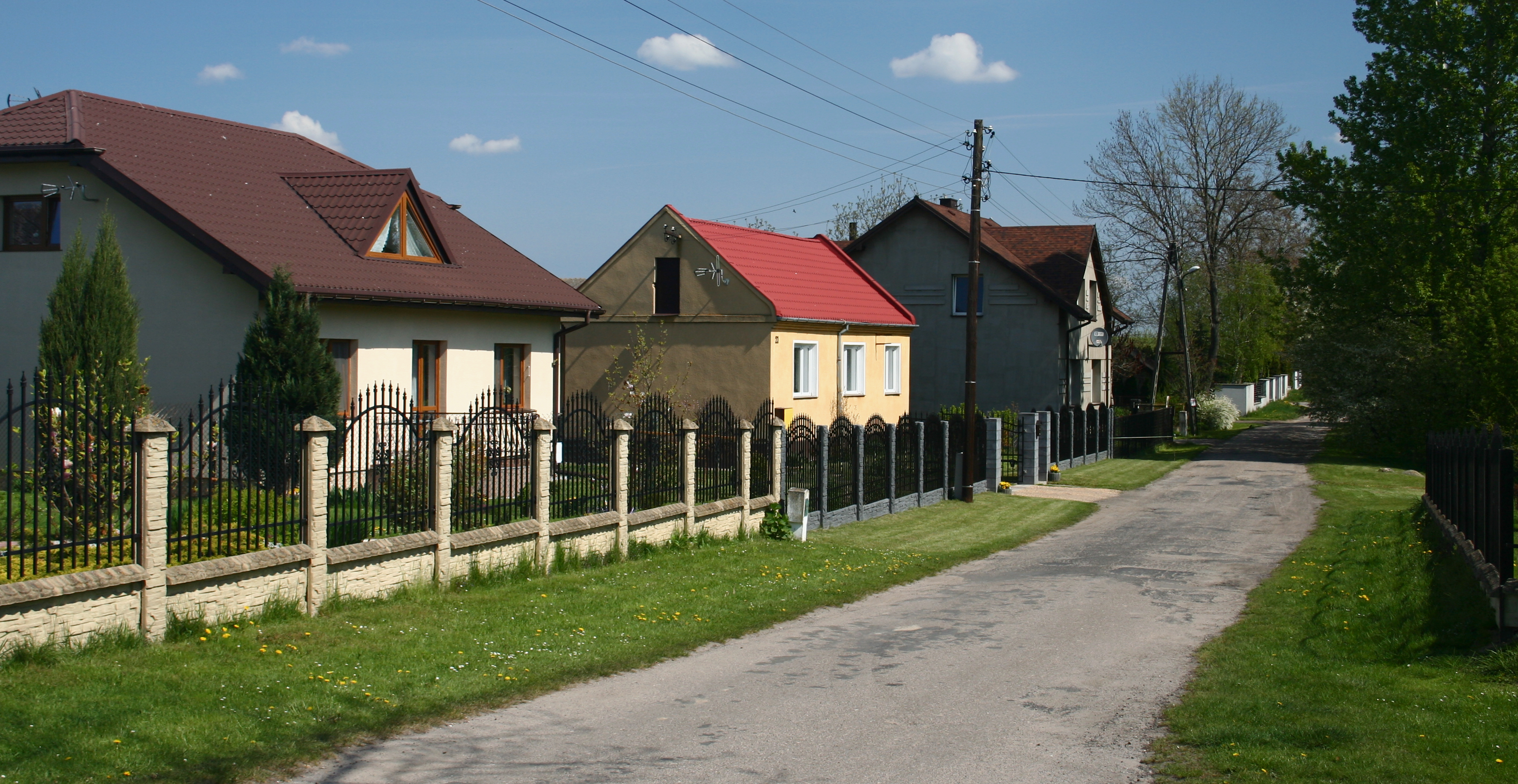
Florków, Wohnhäuser in der Hauptstraße
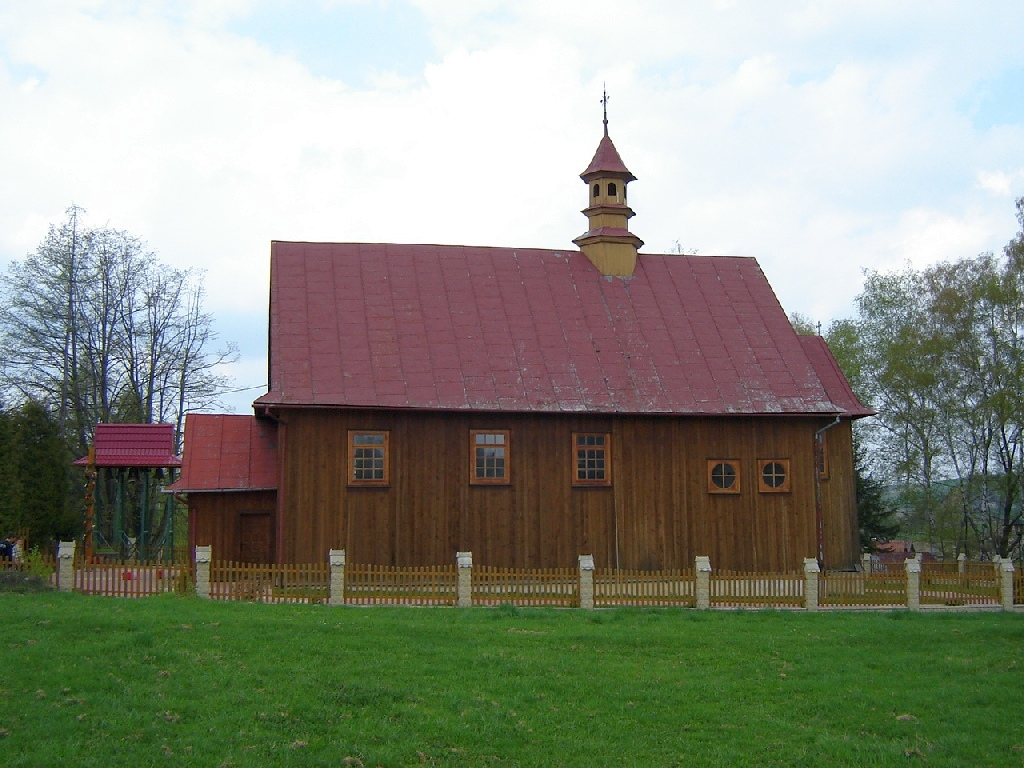
Grabowa, Alte Kirche
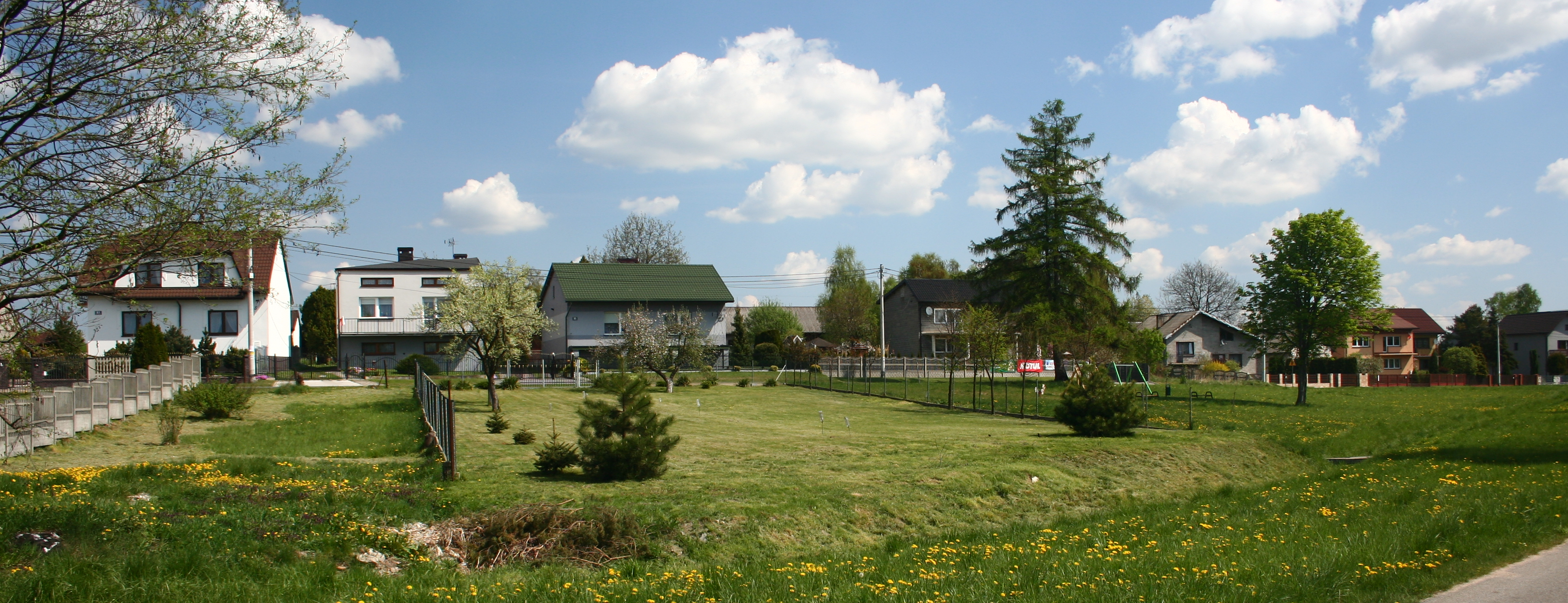
Lubojenka, Wohnhäuschen, ul. Prosta
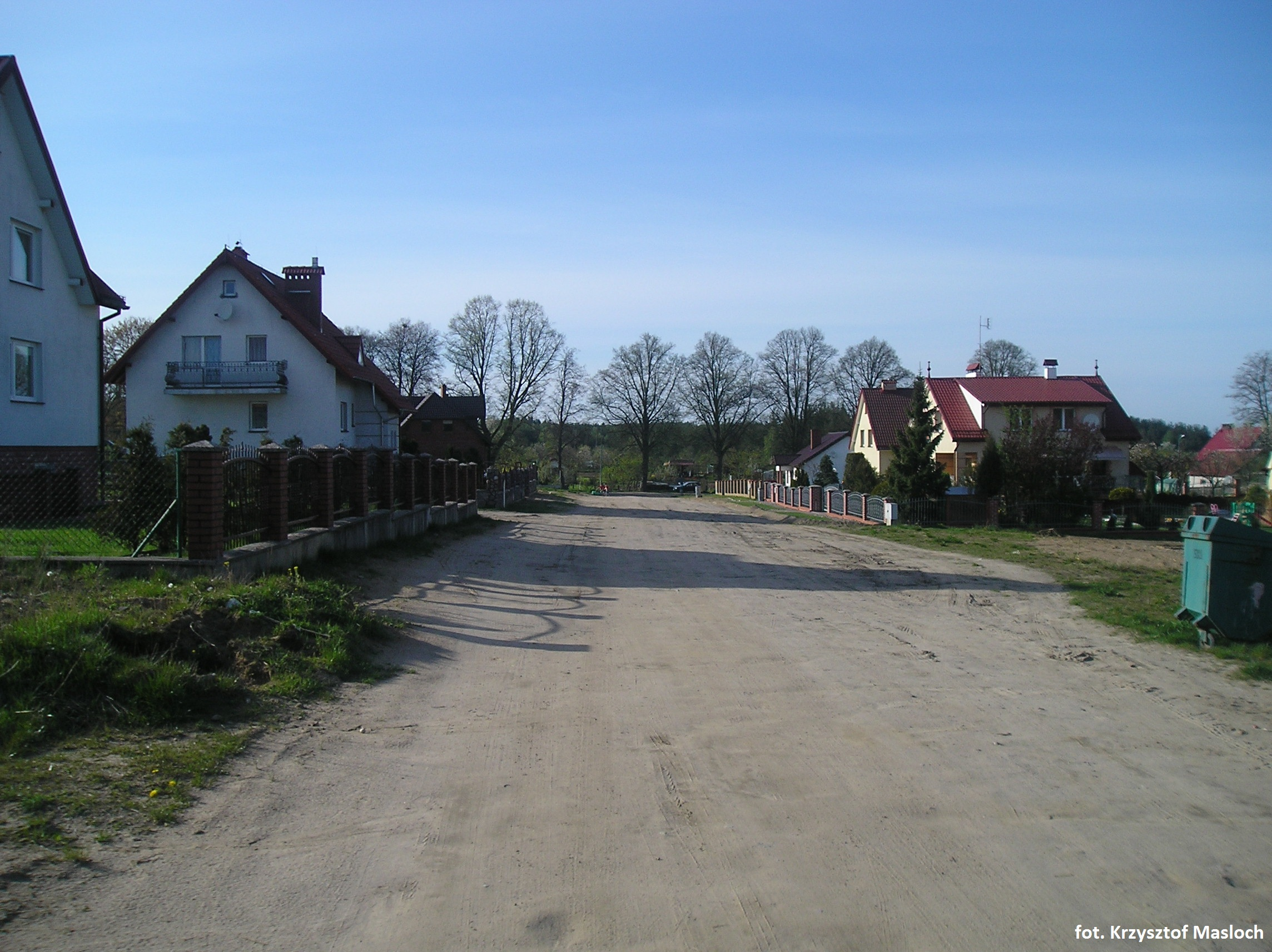
Pasieka, ul. Jodłowa
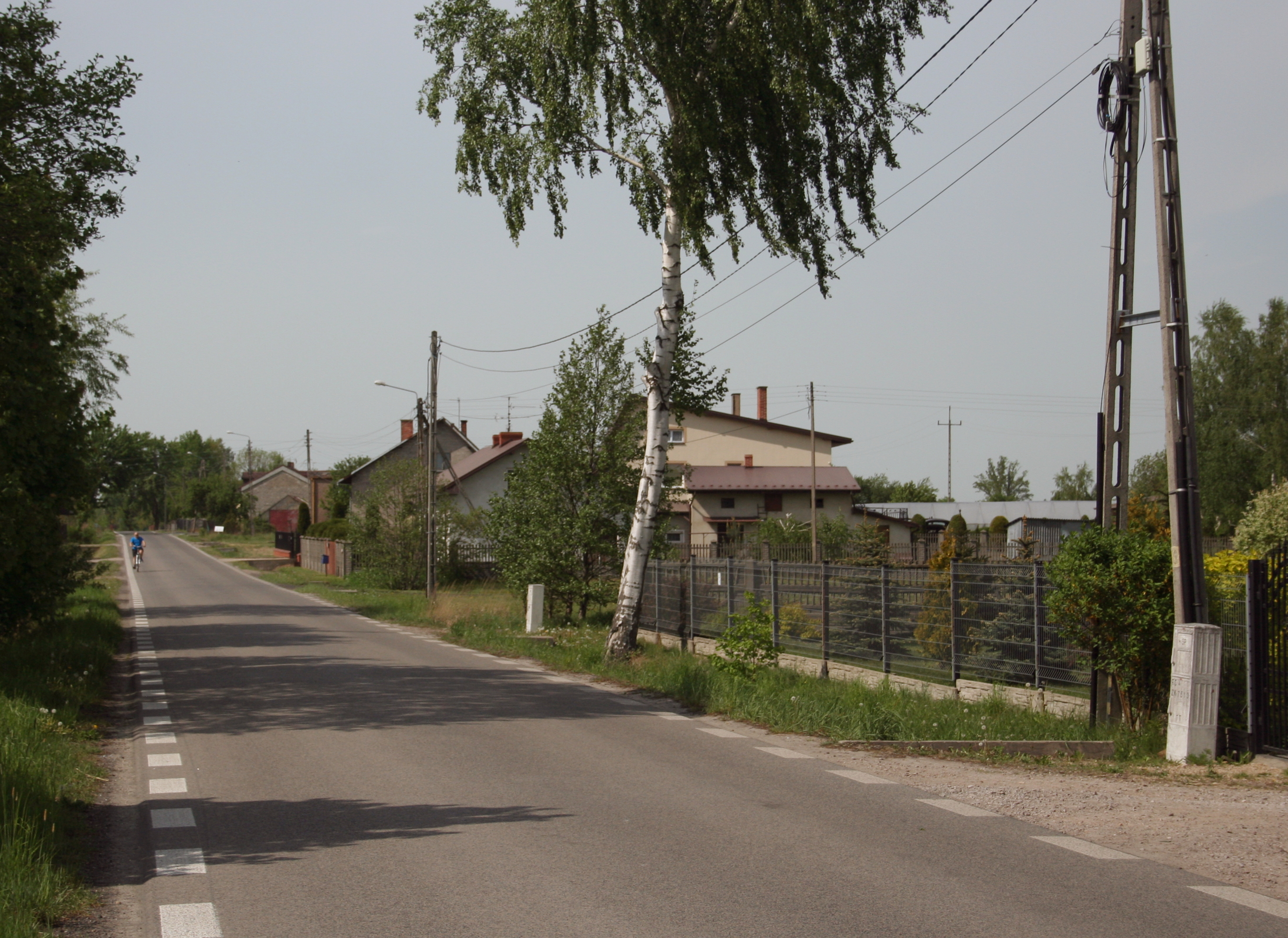
Tylin, ul. Letniskowa
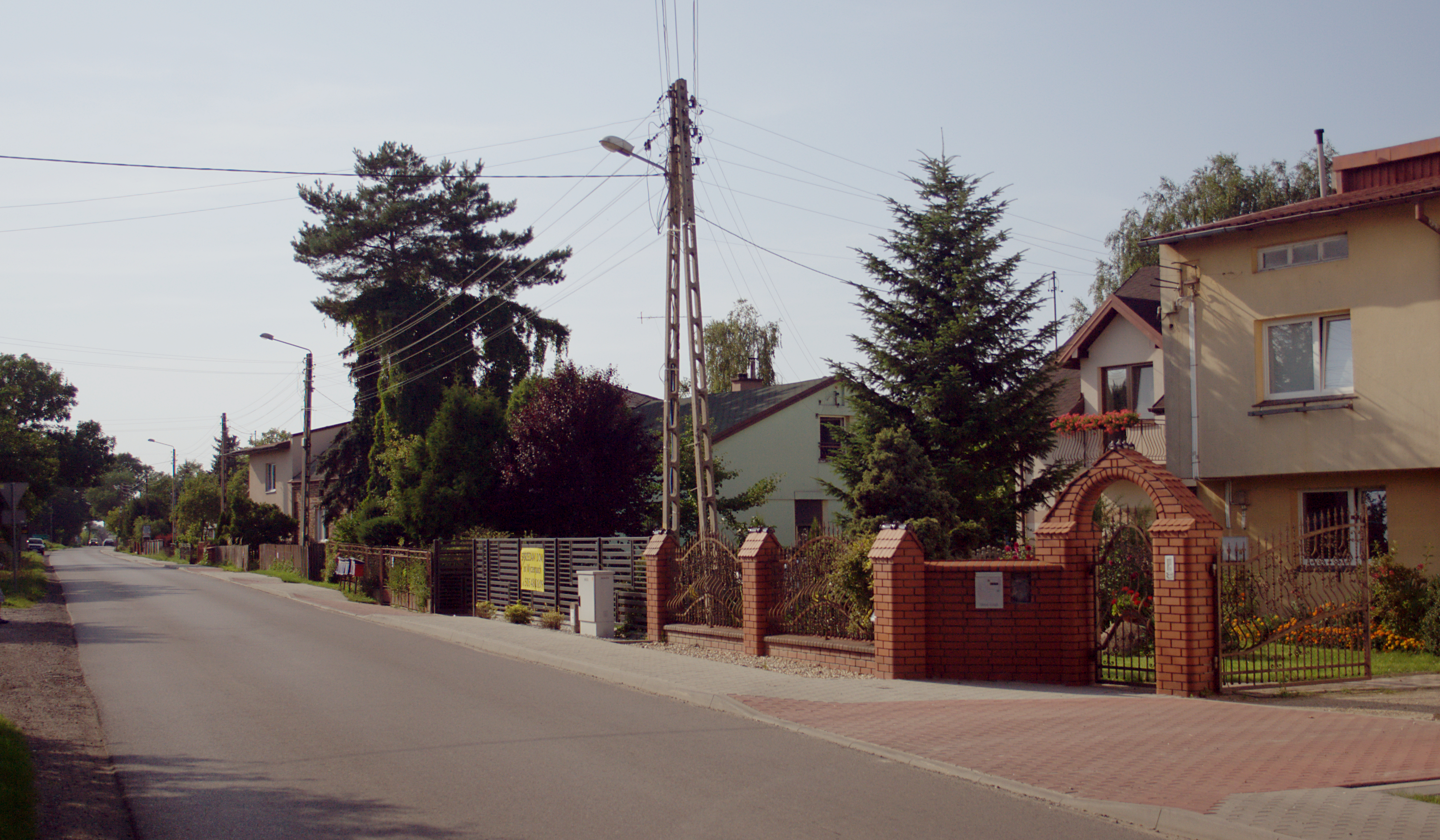
Wola Kiedrzyńska

## Verkehr
Die Gemeinde liegt an der Bahnstrecke Wyczerpy–Chorzew Siemkowice. Sie verfügt über Haltepunkte in Mykanów, Stary Cykarzew, Cykarzew Północny und Stary Broniszew. Die Autobahn (A1) und die Fernverkehrsstraße 483 führen in der Nähe vorbei.
In die Gebietshauptstadt Częstochowa verkehren zwei Expressbuslinien. Alle Ortschaften der Gemeinde sind durch ein Straßennetz miteinander verbunden.